# Fixação do carbono
São designados como Fixação do carbono ou Assimilação do carbono os processos biológicos de incorporação do dióxido de carbono gasoso nos compostos orgânicos que constituem os organismos. Geralmente referem-se aos métodos utilizados pelos organismos autotróficos para a obtenção de materiais em seus processos anabólicos, tal como a síntese de glicídeos por meio da fotossíntese. Num sentido mais amplo, pode também designar a utilização de dióxido de carbono em processos em que não há uma posterior redução do carbono, tal como nos processos de calcificação, que ocorre na formação de ossos ou as conchas dos organismos marítimos.

## Plantas e cianobactérias
Nas plantas e cianobactérias, a fixação do carbono é efetuada sempre por intermédio do Ciclo de Calvin, (também chamado ciclo de Calvin-Benson-Bassham, ou Fase escura da fotossíntese). Há três formas diferentes pelas quais o dióxido de carbono é introduzido neste ciclo, que refletem características fisiológicas das plantas que as utilizam ligadas principalmente à disponibilidade de água no ambiente em que vivem. Na chamada fixação do tipo C3, a mais comum, utilizada pela grande maioria das plantas da zona temperada e boa parte das existentes nas regiões tropicais úmidas, o dióxido de carbono é incorporado diretamente ao ciclo de Calvin, formando inicialmente um intermediário de 3 carbonos. Nas plantas de tipo C4, caracterizadas por serem resistentes à exposição intensa à luz solar, há uma pré-concentração do carbono sob forma de um intermediário de 4 carbonos, o que permite à planta minimizar o período de abertura dos estômatos evitando uma perda excessiva de água. O tipo adaptado à maior necessidade de economia de água é o CAM (Crassulacean acid metabolism, ou metabolismo ácido das crassuláceas), característico das crassuláceas e cactáceas, em que os estômatos se abrem somente à noite quando o dióxido de carbono é armazenado formando uma grande quantidade de ácidos orgânicos, utilizados pela planta durante o dia.

## Outros microorganismos
Nos microorganismos é particularmente importante o chamado Ciclo de Krebs Reverso, a versão redutora ou anabólica deste importante ciclo, que é também chamado de ciclo do ácido cítrico ou ciclo dos ácidos tricarboxílicos. É extensamente utilizado por organismos litoautotróficos e fotoautotróficos. Sua distribuição filogenética e suas características químicas sugerem que este ciclo tenha sido um dos processos metabólicos mais primitivos na história da vida na Terra.
Outros processos utilizados por microorganismos são  o ciclo redutivo da Acetil CoA comum em Archaea de hábito metanogênico, e as vias do hidroxipropionato, hidroxibutirato e da serina